# 伯德島
伯德島是英國海外領土福克蘭群島的島嶼，位於大馬爾維納島以南的大西洋南部海域，長2.0公里、寬1.1公里，面積1.2平方公里，最高點海拔高度107米，島上無人居住。